# Allar Jõks
Allar Jõks, né le 18 mars 1965 à Tartu, est un avocat, juge et Chancelier de justice (en) (Ombudsman) estonien.
Il est candidat à l'élection présidentielle estonienne de 2016

## Prix et récompenses
- Ordre de l'Étoile blanche d'Estonie de 3e classe, 2006
- Prix de la Concorde, 2007
- Européen de l'année, 2012